# Gołygów
Gołygów – wieś w Polsce położona w województwie łódzkim, w powiecie łódzkim wschodnim, w gminie Tuszyn.
Wieś (zaścianek szlachecki), gniazdo rodowe Gołygowskich. Z datą 7 lipca 1825 jako posesor zastawny wsi Gołygowa wymieniony zostaje Józef Trepka.
Wierni wyznania rzymskokatolickiego przynależą do parafii św. Benedykta w Srocku.
W latach 1975–1998 miejscowość należała administracyjnie do województwa piotrkowskiego.
Zobacz też: Gołygów Pierwszy, Gołygów Drugi